# Nikola Milosavljevic
Nikola Milosavljevic (sinh ngày 24 tháng 4 năm 1996) là một cầu thủ bóng đá người Thụy Sĩ thi đấu cho đội dự bị của FC Sion.